# Isaac Rojas
Pour les articles homonymes, voir Rojas.
Isaac Francisco Rojas (Buenos Aires, 3 décembre 1906 - id., 12 avril 1993) est un officier de marine et homme politique argentin. Amiral de la Marine argentine, il dirige avec Eduardo Lonardi le coup d'État — dit de la « Revolución Libertadora » — contre le gouvernement de Juan Perón en septembre 1955.

## Biographie
Rojas est né à Buenos Aires en 1906. Il s'engage dans la Marine argentine et fait une carrière dans la marine argentine jusqu'à l'avènement de Juan Perón en 1946. Il devient alors proche et conseiller naval de la très influente première dame Eva Perón, jusqu'à la mort de celle-ci en 1952. Il est ensuite nommé à la tête de l'Académie navale du Rio Santiago, base navale importante. En 1955, il prend part au coup d'État qui renverse Perón le 19 septembre en commandant la marine pendant la rébellion. Rojas obtient la démission de Perón en menaçant de bombarder la raffinerie YPF d'Ensenada (alors la plus grande du pays) depuis le navire ARA General Belgrano. Il ordonne aussi le bombardement des installations pétrolières civiles du port de Mar del Plata, qui cause la mort de dizaines de civiles innocents. 
De sa participation au coup d'État, il est récompensé par le poste de vice-président, et reste à ce poste jusqu'à ce que le président, Pedro Aramburu, laisse le pouvoir à des élus en 1958. Rojas devient anti-péroniste notoire en tant que vice-président, bien qu'il ait appuyé la demande d'élections faite par Aramburu, surmontant ainsi les objections de la marine qui est largement conservatrice.
Après le retour à la démocratie avec l'élection d'Arturo Frondizi à la présidence, Rojas préconise l'action militaire pour empêcher le retour du péronisme. Il participe au coup d'État manqué d'avril 1963 contre le président José María Guido. Il est alors assigné à résidence dans son appartement de Buenos Aires, après quoi il limite ses apparitions publiques à des articles dans des journaux tels que La Prensa ou La Nación. En 1961, il s'oppose au Traité sur l'Antarctique et s'engage largement, dans les années 1980, en faveur de la Guerre des Malouines. Son dernier vœu est que ses cendres soient jetées à l'endroit où coula le navire ARA General Belgrano pendant la guerre, en 1982.